# Hippomachus amnoni
Hippomachus amnoni là một loài ruồi trong họ Asilidae. Hippomachus amnoni được Londt miêu tả năm 1985. Loài này phân bố ở vùng nhiệt đới châu Phi.